# Globba corneri
Globba corneri là một loài thực vật có hoa trong họ Gừng. Loài này được A.A.Weber mô tả khoa học đầu tiên năm 1991.